# Blanca de Borbón y Borbón-Parma
Blanca de Borbón y Borbón-Parma (Graz, 7 de septiembre de 1868-Viareggio, 25 de octubre de 1949) primogénita de Margarita de Borbón-Parma y Carlos María de Borbón y Habsburgo-Este; fue archiduquesa de Austria por su matrimonio con Leopoldo Salvador de Austria-Toscana.

## Biografía

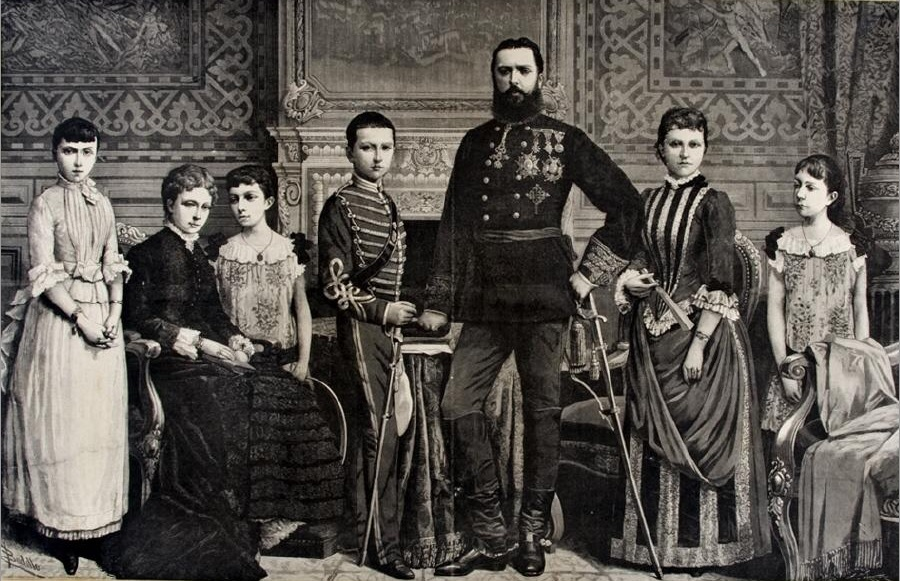
Blanca de Borbón y su familia.

Nacida en Graz en 1868, fue la hija mayor de Carlos María de Borbón y Austria-Este y Margarita de Borbón-Parma. El año de su nacimiento, su padre se convirtió en el líder del carlismo y partir de entonces hasta su muerte, cuarenta años después, sería el pretendiente al trono de España.
Durante la tercera guerra carlista, Blanca y su familia vivieron durante un corto tiempo en Elizondo, la corte que su padre estableció en Navarra (1875). Tras la derrota militar definitiva, la familia se exilió primero a París, de donde fueron expulsados en 1881 por las actividades políticas del pretendiente; luego a Inglaterra, después a América y finalmente a Italia. Debido a que sus padres decidieron vivir separadamente, Blanca y sus hermanos dividían su tiempo entre Venecia, en la residencia paterna del palacio Loredán-Cini a orillas del Gran Canal, y Viareggio, donde su madre poseía la Villa Borbone. Al igual que sus hermanas, fue educada en los colegios del Sagrado Corazón en Pau, París y Florencia.

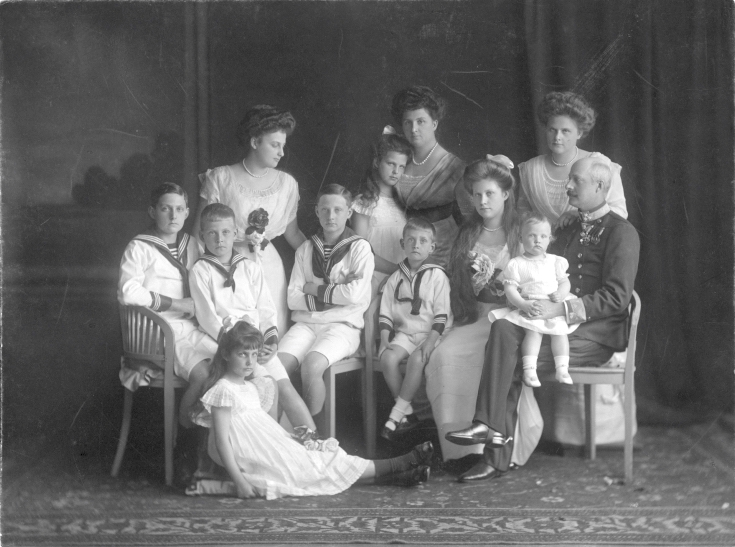
Los archiduques Leopoldo Salvador y Blanca con sus hijos.

El 20 de octubre de 1889 se casó con el archiduque de Austria Leopoldo Salvador de Habsburgo-Toscana, hijo mayor de Carlos Salvador de Austria-Toscana y nieto de Leopoldo II de Toscana, en el castillo Frohsdorf. Su vida estará íntimamente relacionada con la localidad toscana de Viareggio. De este matrimonio nacieron los archiduques: Raniero Carlos, fallecido prematuramente en 1930; Leopoldo Salvador; Antonio; Francisco José; y Carlos Pío. La familia residió en el neoclásico palacio Toscana de Viena (mandado construir por el archiduque en 1867) hasta que 1908 se mudaron al reconstruido castillo Wilheminenberg, en los llamados Bosques de Viena al oeste de la ciudad.

Durante la Primera Guerra Mundial su marido se dedicó al monopolio de la provisión de alimentos para el Ejército austriaco en el frente y ocupó el cargo de inspector general de Artillería hasta 1918. Terminada la guerra y proclamada la República, las propiedades de la familia imperial fueron confiscadas por el nuevo gobierno austriaco -Wilheminenberg fue convertido en un hospital militar y luego vendido a un banquero suizo-, por lo que la infanta y su familia se vieron obligados a solicitar permiso para residir en España a Alfonso XIII, quien lo concedió con la condición de que la archiduquesa no apoyase las pretensiones al trono de su hermano Jaime, duque de Madrid. Establecidos en Barcelona, las dificultades económicas obligaron a la familia a vivir modestamente hasta que el archiduque consiguió vender al gobierno francés un invento de ingeniería mecánica que les permitió llevar un estilo de vida más holgado. 

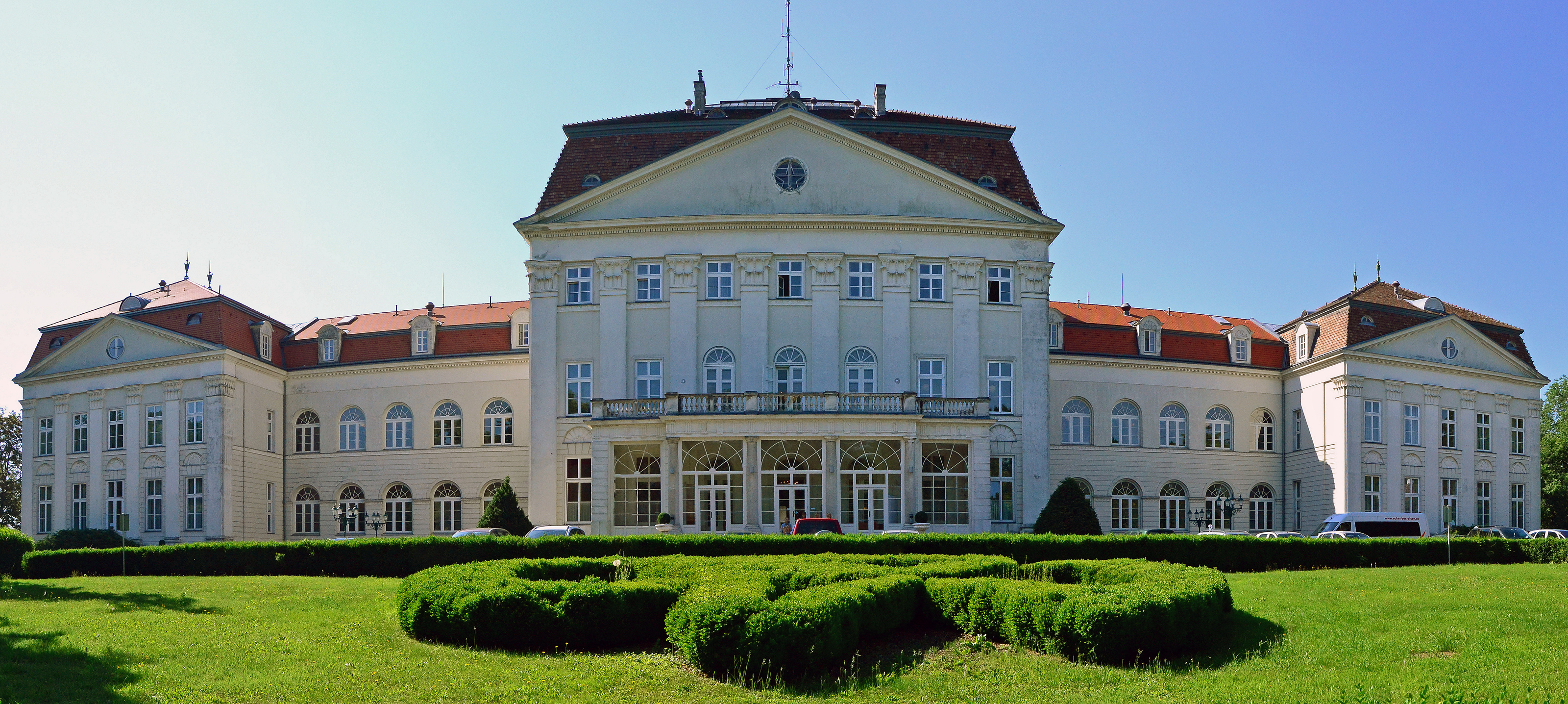
Actual castillo de Wilhelminenberg en los Bosques de Viena.

En 1931, se proclamó la II República española y el archiduque Leopoldo Salvador falleció en Viena. Sostenida por los beneficios de sus propiedades en Italia y por una pequeña renta de los carlistas de Cataluña, la exinfanta decidió no marchar al exilio hasta que, en 1936, el estallido de la Guerra Civil, la obligó a regresar a Austria, donde permaneció hasta la anexión a Alemania en 1938. A partir de entonces estableció definitivamente en Italia residiendo en la antigua Tenuta Reale o Villa Borbone de Toscana que recuperó en 1945 luego de su confiscación por el gobierno del país.
Falleció en 1949 a los 81 años en Viareggio.
Al morir su tío Alfonso Carlos de Borbón y Austria-Este, una parte del carlismo (los ocavistas) apoyaron a su hijo Carlos Pío como pretendiente carlista bajo el nombre de Carlos VIII.

## Títulos y órdenes

### Títulos y tratamientos
| ● 1868-1889: | Su alteza real la Infanta Blanca de Borbón y Borbón-Parma                                   |
| ● 1889-1949: | Su alteza la archiduquesa Blanca, princesa de Hungría, Bohemia y Toscana, infanta de España |

### Órdenes
- Dama de primera clase de la Orden de la Cruz Estrellada.[5] (Imperio Austroahúngaro)
- Dama gran cruz de la Orden de Isabel.[4] (Imperio Austroahúngaro)

## Ancestros
| \| \| \| \| \| \| \| \| \| \| \| \| \| \| \| \| \| \| \| \| 16. Carlos IV de España \| \| \| \| \| \| \| \| \| \| \| \| \| \| \| \| \| \| \| \| \| \| \| \| \| \| \| \| \| \| \| \| \| \| \| \| \| \| \| \| \| \| \| \| \| \| \| \| \| \| \| \| \| \| 8. Carlos María Isidro de Borbón y Borbón-Parma \| \| \| \| \| \| \| \| \| \| \| \| \| \| \| \| \| \| \| \| \| \| \| \| \| \| \| \| \| \| \| \| \| \| \| \| \| \| \| \| \| \| \| \| \| \| \| \| \| \| \| \| \| \| 17. María Luisa de Borbón-Parma \| \| \| \| \| \| \| \| \| \| \| \| \| \| \| \| \| \| \| \| \| \| \| \| \| \| \| \| \| \| \| \| \| \| \| \| \| \| \| \| \| \| \| \| \| \| \| \| \| \| \| \| \| \| 4. Juan de Borbón y Braganza \| \| \| \| \| \| \| \| \| \| \| \| \| \| \| \| \| \| \| \| \| \| \| \| \| \| \| \| \| \| \| \| \| \| \| \| \| \| \| \| \| \| \| \| \| \| \| \| \| \| \| \| \| \| 18. Juan VI de Portugal \| \| \| \| \| \| \| \| \| \| \| \| \| \| \| \| \| \| \| \| \| \| \| \| \| \| \| \| \| \| \| \| \| \| \| \| \| \| \| \| \| \| \| \| \| \| \| \| \| \| \| \| \| \| 9. María Francisca de Braganza \| \| \| \| \| \| \| \| \| \| \| \| \| \| \| \| \| \| \| \| \| \| \| \| \| \| \| \| \| \| \| \| \| \| \| \| \| \| \| \| \| \| \| \| \| \| \| \| \| \| \| \| \| \| 19. Carlota Joaquina de Borbón \| \| \| \| \| \| \| \| \| \| \| \| \| \| \| \| \| \| \| \| \| \| \| \| \| \| \| \| \| \| \| \| \| \| \| \| \| \| \| \| \| \| \| \| \| \| \| \| \| \| \| \| \| \| 2. Carlos María de Borbón y Habsburgo-Este \| \| \| \| \| \| \| \| \| \| \| \| \| \| \| \| \| \| \| \| \| \| \| \| \| \| \| \| \| \| \| \| \| \| \| \| \| \| \| \| \| \| \| \| \| \| \| \| \| \| \| \| \| \| 20. Fernando Carlos de Habsburgo-Lorena \| \| \| \| \| \| \| \| \| \| \| \| \| \| \| \| \| \| \| \| \| \| \| \| \| \| \| \| \| \| \| \| \| \| \| \| \| \| \| \| \| \| \| \| \| \| \| \| \| \| \| \| \| \| 10. Francisco IV de Módena \| \| \| \| \| \| \| \| \| \| \| \| \| \| \| \| \| \| \| \| \| \| \| \| \| \| \| \| \| \| \| \| \| \| \| \| \| \| \| \| \| \| \| \| \| \| \| \| \| \| \| \| \| \| 21. María Beatriz de Este \| \| \| \| \| \| \| \| \| \| \| \| \| \| \| \| \| \| \| \| \| \| \| \| \| \| \| \| \| \| \| \| \| \| \| \| \| \| \| \| \| \| \| \| \| \| \| \| \| \| \| \| \| \| 5. María Beatriz de Habsburgo-Este \| \| \| \| \| \| \| \| \| \| \| \| \| \| \| \| \| \| \| \| \| \| \| \| \| \| \| \| \| \| \| \| \| \| \| \| \| \| \| \| \| \| \| \| \| \| \| \| \| \| \| \| \| \| 22. Víctor Manuel I de Cerdeña \| \| \| \| \| \| \| \| \| \| \| \| \| \| \| \| \| \| \| \| \| \| \| \| \| \| \| \| \| \| \| \| \| \| \| \| \| \| \| \| \| \| \| \| \| \| \| \| \| \| \| \| \| \| 11. María Beatriz Victoria de Saboya \| \| \| \| \| \| \| \| \| \| \| \| \| \| \| \| \| \| \| \| \| \| \| \| \| \| \| \| \| \| \| \| \| \| \| \| \| \| \| \| \| \| \| \| \| \| \| \| \| \| \| \| \| \| 23. María Teresa de Habsburgo-Este \| \| \| \| \| \| \| \| \| \| \| \| \| \| \| \| \| \| \| \| \| \| \| \| \| \| \| \| \| \| \| \| \| \| \| \| \| \| \| \| \| \| \| \| \| \| \| \| \| \| \| \| \| \| 1. Blanca de Borbón y Borbón-Parma \| \| \| \| \| \| \| \| \| \| \| \| \| \| \| \| \| \| \| \| \| \| \| \| \| \| \| \| \| \| \| \| \| \| \| \| \| \| \| \| \| \| \| \| \| \| \| \| \| \| \| \| \| \| 24. Luis I de Etruria \| \| \| \| \| \| \| \| \| \| \| \| \| \| \| \| \| \| \| \| \| \| \| \| \| \| \| \| \| \| \| \| \| \| \| \| \| \| \| \| \| \| \| \| \| \| \| \| \| \| \| \| \| \| 12. Carlos II de Parma \| \| \| \| \| \| \| \| \| \| \| \| \| \| \| \| \| \| \| \| \| \| \| \| \| \| \| \| \| \| \| \| \| \| \| \| \| \| \| \| \| \| \| \| \| \| \| \| \| \| \| \| \| \| 25. María Luisa de Borbón \| \| \| \| \| \| \| \| \| \| \| \| \| \| \| \| \| \| \| \| \| \| \| \| \| \| \| \| \| \| \| \| \| \| \| \| \| \| \| \| \| \| \| \| \| \| \| \| \| \| \| \| \| \| 6. Carlos III de Parma \| \| \| \| \| \| \| \| \| \| \| \| \| \| \| \| \| \| \| \| \| \| \| \| \| \| \| \| \| \| \| \| \| \| \| \| \| \| \| \| \| \| \| \| \| \| \| \| \| \| \| \| \| \| 26. Víctor Manuel I de Cerdeña (= 22) \| \| \| \| \| \| \| \| \| \| \| \| \| \| \| \| \| \| \| \| \| \| \| \| \| \| \| \| \| \| \| \| \| \| \| \| \| \| \| \| \| \| \| \| \| \| \| \| \| \| \| \| \| \| 13. María Teresa de Saboya \| \| \| \| \| \| \| \| \| \| \| \| \| \| \| \| \| \| \| \| \| \| \| \| \| \| \| \| \| \| \| \| \| \| \| \| \| \| \| \| \| \| \| \| \| \| \| \| \| \| \| \| \| \| 27. María Teresa de Habsburgo-Este (= 23) \| \| \| \| \| \| \| \| \| \| \| \| \| \| \| \| \| \| \| \| \| \| \| \| \| \| \| \| \| \| \| \| \| \| \| \| \| \| \| \| \| \| \| \| \| \| \| \| \| \| \| \| \| \| 3. Margarita de Borbón-Parma \| \| \| \| \| \| \| \| \| \| \| \| \| \| \| \| \| \| \| \| \| \| \| \| \| \| \| \| \| \| \| \| \| \| \| \| \| \| \| \| \| \| \| \| \| \| \| \| \| \| \| \| \| \| 28. Carlos X de Francia \| \| \| \| \| \| \| \| \| \| \| \| \| \| \| \| \| \| \| \| \| \| \| \| \| \| \| \| \| \| \| \| \| \| \| \| \| \| \| \| \| \| \| \| \| \| \| \| \| \| \| \| \| \| 14. Carlos Fernando de Artois \| \| \| \| \| \| \| \| \| \| \| \| \| \| \| \| \| \| \| \| \| \| \| \| \| \| \| \| \| \| \| \| \| \| \| \| \| \| \| \| \| \| \| \| \| \| \| \| \| \| \| \| \| \| 29. María Teresa de Saboya \| \| \| \| \| \| \| \| \| \| \| \| \| \| \| \| \| \| \| \| \| \| \| \| \| \| \| \| \| \| \| \| \| \| \| \| \| \| \| \| \| \| \| \| \| \| \| \| \| \| \| \| \| \| 7. Luisa de Artois \| \| \| \| \| \| \| \| \| \| \| \| \| \| \| \| \| \| \| \| \| \| \| \| \| \| \| \| \| \| \| \| \| \| \| \| \| \| \| \| \| \| \| \| \| \| \| \| \| \| \| \| \| \| 30. Francisco I de las Dos Sicilias \| \| \| \| \| \| \| \| \| \| \| \| \| \| \| \| \| \| \| \| \| \| \| \| \| \| \| \| \| \| \| \| \| \| \| \| \| \| \| \| \| \| \| \| \| \| \| \| \| \| \| \| \| \| 15. María Carolina de Borbón-Dos Sicilias \| \| \| \| \| \| \| \| \| \| \| \| \| \| \| \| \| \| \| \| \| \| \| \| \| \| \| \| \| \| \| \| \| \| \| \| \| \| \| \| \| \| \| \| \| \| \| \| \| \| \| \| \| \| 31. María Clementina de Habsburgo-Lorena \| \| \| \| \| \| \| \| \| \| \| \| \| \| \| \| \| \| \| \| \| \| \| \| \| \| \| \| \| \| \| \| \| \| \| \| \| \| \| \| \| \| \| \| \| \| \| \| \| \| \| \| |                                                 |  |  |  |  |  |  |  |  |  |  |  |  |  |  |  |
| |                                                 |  |  |  |  |  |  |  |  |  |  |  |  |  |  |  |
| | 16. Carlos IV de España                         |  |  |  |  |  |  |  |  |  |  |  |  |  |  |  |
| |                                                 |  |  |  |  |  |  |  |  |  |  |  |  |  |  |  |
| |                                                 |  |  |  |  |  |  |  |  |  |  |  |  |  |  |  |
| | 8. Carlos María Isidro de Borbón y Borbón-Parma |  |  |  |  |  |  |  |  |  |  |  |  |  |  |  |
| |                                                 |  |  |  |  |  |  |  |  |  |  |  |  |  |  |  |
| |                                                 |  |  |  |  |  |  |  |  |  |  |  |  |  |  |  |
| | 17. María Luisa de Borbón-Parma                 |  |  |  |  |  |  |  |  |  |  |  |  |  |  |  |
| |                                                 |  |  |  |  |  |  |  |  |  |  |  |  |  |  |  |
| |                                                 |  |  |  |  |  |  |  |  |  |  |  |  |  |  |  |
| | 4. Juan de Borbón y Braganza                    |  |  |  |  |  |  |  |  |  |  |  |  |  |  |  |
| |                                                 |  |  |  |  |  |  |  |  |  |  |  |  |  |  |  |
| |                                                 |  |  |  |  |  |  |  |  |  |  |  |  |  |  |  |
| | 18. Juan VI de Portugal                         |  |  |  |  |  |  |  |  |  |  |  |  |  |  |  |
| |                                                 |  |  |  |  |  |  |  |  |  |  |  |  |  |  |  |
| |                                                 |  |  |  |  |  |  |  |  |  |  |  |  |  |  |  |
| | 9. María Francisca de Braganza                  |  |  |  |  |  |  |  |  |  |  |  |  |  |  |  |
| |                                                 |  |  |  |  |  |  |  |  |  |  |  |  |  |  |  |
| |                                                 |  |  |  |  |  |  |  |  |  |  |  |  |  |  |  |
| | 19. Carlota Joaquina de Borbón                  |  |  |  |  |  |  |  |  |  |  |  |  |  |  |  |
| |                                                 |  |  |  |  |  |  |  |  |  |  |  |  |  |  |  |
| |                                                 |  |  |  |  |  |  |  |  |  |  |  |  |  |  |  |
| | 2. Carlos María de Borbón y Habsburgo-Este      |  |  |  |  |  |  |  |  |  |  |  |  |  |  |  |
| |                                                 |  |  |  |  |  |  |  |  |  |  |  |  |  |  |  |
| |                                                 |  |  |  |  |  |  |  |  |  |  |  |  |  |  |  |
| | 20. Fernando Carlos de Habsburgo-Lorena         |  |  |  |  |  |  |  |  |  |  |  |  |  |  |  |
| |                                                 |  |  |  |  |  |  |  |  |  |  |  |  |  |  |  |
| |                                                 |  |  |  |  |  |  |  |  |  |  |  |  |  |  |  |
| | 10. Francisco IV de Módena                      |  |  |  |  |  |  |  |  |  |  |  |  |  |  |  |
| |                                                 |  |  |  |  |  |  |  |  |  |  |  |  |  |  |  |
| |                                                 |  |  |  |  |  |  |  |  |  |  |  |  |  |  |  |
| | 21. María Beatriz de Este                       |  |  |  |  |  |  |  |  |  |  |  |  |  |  |  |
| |                                                 |  |  |  |  |  |  |  |  |  |  |  |  |  |  |  |
| |                                                 |  |  |  |  |  |  |  |  |  |  |  |  |  |  |  |
| | 5. María Beatriz de Habsburgo-Este              |  |  |  |  |  |  |  |  |  |  |  |  |  |  |  |
| |                                                 |  |  |  |  |  |  |  |  |  |  |  |  |  |  |  |
| |                                                 |  |  |  |  |  |  |  |  |  |  |  |  |  |  |  |
| | 22. Víctor Manuel I de Cerdeña                  |  |  |  |  |  |  |  |  |  |  |  |  |  |  |  |
| |                                                 |  |  |  |  |  |  |  |  |  |  |  |  |  |  |  |
| |                                                 |  |  |  |  |  |  |  |  |  |  |  |  |  |  |  |
| | 11. María Beatriz Victoria de Saboya            |  |  |  |  |  |  |  |  |  |  |  |  |  |  |  |
| |                                                 |  |  |  |  |  |  |  |  |  |  |  |  |  |  |  |
| |                                                 |  |  |  |  |  |  |  |  |  |  |  |  |  |  |  |
| | 23. María Teresa de Habsburgo-Este              |  |  |  |  |  |  |  |  |  |  |  |  |  |  |  |
| |                                                 |  |  |  |  |  |  |  |  |  |  |  |  |  |  |  |
| |                                                 |  |  |  |  |  |  |  |  |  |  |  |  |  |  |  |
| | 1. Blanca de Borbón y Borbón-Parma              |  |  |  |  |  |  |  |  |  |  |  |  |  |  |  |
| |                                                 |  |  |  |  |  |  |  |  |  |  |  |  |  |  |  |
| |                                                 |  |  |  |  |  |  |  |  |  |  |  |  |  |  |  |
| | 24. Luis I de Etruria                           |  |  |  |  |  |  |  |  |  |  |  |  |  |  |  |
| |                                                 |  |  |  |  |  |  |  |  |  |  |  |  |  |  |  |
| |                                                 |  |  |  |  |  |  |  |  |  |  |  |  |  |  |  |
| | 12. Carlos II de Parma                          |  |  |  |  |  |  |  |  |  |  |  |  |  |  |  |
| |                                                 |  |  |  |  |  |  |  |  |  |  |  |  |  |  |  |
| |                                                 |  |  |  |  |  |  |  |  |  |  |  |  |  |  |  |
| | 25. María Luisa de Borbón                       |  |  |  |  |  |  |  |  |  |  |  |  |  |  |  |
| |                                                 |  |  |  |  |  |  |  |  |  |  |  |  |  |  |  |
| |                                                 |  |  |  |  |  |  |  |  |  |  |  |  |  |  |  |
| | 6. Carlos III de Parma                          |  |  |  |  |  |  |  |  |  |  |  |  |  |  |  |
| |                                                 |  |  |  |  |  |  |  |  |  |  |  |  |  |  |  |
| |                                                 |  |  |  |  |  |  |  |  |  |  |  |  |  |  |  |
| | 26. Víctor Manuel I de Cerdeña (= 22)           |  |  |  |  |  |  |  |  |  |  |  |  |  |  |  |
| |                                                 |  |  |  |  |  |  |  |  |  |  |  |  |  |  |  |
| |                                                 |  |  |  |  |  |  |  |  |  |  |  |  |  |  |  |
| | 13. María Teresa de Saboya                      |  |  |  |  |  |  |  |  |  |  |  |  |  |  |  |
| |                                                 |  |  |  |  |  |  |  |  |  |  |  |  |  |  |  |
| |                                                 |  |  |  |  |  |  |  |  |  |  |  |  |  |  |  |
| | 27. María Teresa de Habsburgo-Este (= 23)       |  |  |  |  |  |  |  |  |  |  |  |  |  |  |  |
| |                                                 |  |  |  |  |  |  |  |  |  |  |  |  |  |  |  |
| |                                                 |  |  |  |  |  |  |  |  |  |  |  |  |  |  |  |
| | 3. Margarita de Borbón-Parma                    |  |  |  |  |  |  |  |  |  |  |  |  |  |  |  |
| |                                                 |  |  |  |  |  |  |  |  |  |  |  |  |  |  |  |
| |                                                 |  |  |  |  |  |  |  |  |  |  |  |  |  |  |  |
| | 28. Carlos X de Francia                         |  |  |  |  |  |  |  |  |  |  |  |  |  |  |  |
| |                                                 |  |  |  |  |  |  |  |  |  |  |  |  |  |  |  |
| |                                                 |  |  |  |  |  |  |  |  |  |  |  |  |  |  |  |
| | 14. Carlos Fernando de Artois                   |  |  |  |  |  |  |  |  |  |  |  |  |  |  |  |
| |                                                 |  |  |  |  |  |  |  |  |  |  |  |  |  |  |  |
| |                                                 |  |  |  |  |  |  |  |  |  |  |  |  |  |  |  |
| | 29. María Teresa de Saboya                      |  |  |  |  |  |  |  |  |  |  |  |  |  |  |  |
| |                                                 |  |  |  |  |  |  |  |  |  |  |  |  |  |  |  |
| |                                                 |  |  |  |  |  |  |  |  |  |  |  |  |  |  |  |
| | 7. Luisa de Artois                              |  |  |  |  |  |  |  |  |  |  |  |  |  |  |  |
| |                                                 |  |  |  |  |  |  |  |  |  |  |  |  |  |  |  |
| |                                                 |  |  |  |  |  |  |  |  |  |  |  |  |  |  |  |
| | 30. Francisco I de las Dos Sicilias             |  |  |  |  |  |  |  |  |  |  |  |  |  |  |  |
| |                                                 |  |  |  |  |  |  |  |  |  |  |  |  |  |  |  |
| |                                                 |  |  |  |  |  |  |  |  |  |  |  |  |  |  |  |
| | 15. María Carolina de Borbón-Dos Sicilias       |  |  |  |  |  |  |  |  |  |  |  |  |  |  |  |
| |                                                 |  |  |  |  |  |  |  |  |  |  |  |  |  |  |  |
| |                                                 |  |  |  |  |  |  |  |  |  |  |  |  |  |  |  |
| | 31. María Clementina de Habsburgo-Lorena        |  |  |  |  |  |  |  |  |  |  |  |  |  |  |  |
| |                                                 |  |  |  |  |  |  |  |  |  |  |  |  |  |  |  |
| |                                                 |  |  |  |  |  |  |  |  |  |  |  |  |  |  |  |

## Descendencia
- María de los Dolores de Habsburgo-Toscana y Borbón, Archiduquesa de Austria y Princesa de Toscana (5 de mayo de 1891-10 de abril de 1974)
- María Inmaculada de Habsburgo-Toscana y Borbón, Archiduquesa de Austria y Princesa de Toscana (9 de septiembre de 1892 - 3 de septiembre de 1971), casada en Roma con Iginio Neri-Serneri el 22 de julio de 1932.[6][7]
- María Margarita de Habsburgo-Toscana y Borbón, Archiduquesa de Austria y Princesa de Toscana (8 de mayo de 1894 - 21 de abril de 1986), casada con Francisco María Marqués de Taliani de Merchio, en Sonnberg el 27 de noviembre de 1937.[8]
- Raniero Carlos de Habsburgo-Toscana y Borbón, Archiduque de Austria y Príncipe de Toscana (21 de noviembre de 1895 - 25 de mayo de 1930)
- Leopoldo de Habsburgo-Toscana y Borbón, Archiduque de Austria, Príncipe de Toscana y Príncipe de Schaumburg-Lippe (30 de enero de 1897 - 14 de marzo de 1958) primero se casa en Viena, Austria con Dagmar Freifrau von Wolfenau Baronesa de Nicolics-Podrinska el 12 de abril de 1919 y después con Alice Coburn, fruto del primer matrimonio nace una hija:
  - Gabriela de Habsburgo-Borbón y Wolfenau, Condesa de Wolfenau (12 de febrero de 1922) casa con Juan van der Mühll. Fruto de este matrimonio:
    - Marina van der Mühll (6 de diciembre de 1949) casada con Juan, Conde de Marchant y Asembourg, fruto de esta unión nacieron:
      - Muriel Condesa de Marchant y Asembourg (17 de abril de 1972)
      - Natasha Condesa de Marchant y Asembourg (2 de agosto de 1973)

    - Juan Federico van der Mühll (29 de marzo de 1951)
    - Patricio Andreas van der Mühll (28 de septiembre de 1954)
- María Antonia de Habsburgo-Toscana y Borbón, Archiduquesa de Austria y Princesa de Toscana (13 de julio de 1899 - 22 de octubre de 1977) casada con Ramón de Orlandis y Vilallonga, en Barcelona el 16 de julio de 1925, más tarde se volvería a casar con Luis Fernando Pérez-Sucre y Ruíz (sin descendencia), fruto del primer matrimonio nacieron:
  - María de las Nieves Orlandis y Habsburgo-Borbón (7 de septiembre de 1926), casada con Juan Ereñu y Ferreira, con descendencia:
    - Joaquín Alfonso Ereñu y Orlandis (25 de junio de 1949)
    - María Antonia Ereñu y Orlandis (13 de junio de 1950) casada con Max Maxwell, con quien tuvo descendencia, más tuvo descendencia fuera del matrimonio también
      - Con Max Maxwell Celina Maxwell y Ereñu (28 de enero de 1969) casada con Ramón Pineda López, el 4 de octubre de 1996, teniendo a:
        - Alba Pineda Maxwell (5 de agosto de 1999)

      - Con Marcelo Ganghi y Brunetti María Ganghi y Ereñu (24 de enero de 1979)
      - Con Luis Calle y Nunez Lucía Cristina Calle y Ereñu (24 de marzo de 1992)

    - Carlos Alberto Ereñu y Orlandis (8 de septiembre de 1951)
    - Eugenio Ereñu y Orlandis (20 de mayo de 1959) casado con Ceferina Fernández González (sin descendencia)
    - Cristina Eugenia Ereñu y Orlandis (7 de enero de 1958) casada con Eduardo Agustín Orduña Ereñu quienes tuvieron a:
      - Eduardo Domenico Orduña Ereñu (5 de agosto de 1981)

  - Juan Bautista Orlandis y Habsburgo-Borbón (2 de enero de 1928 - 3 de abril de 1977) Barón de Pinopar, casado con Hildegarda Bragagnolo y Daiqui Chevalier, teniendo 8 hijos:
    - María del Carmen Orlandis-Habsburgo y Bragagnolo (2 de febrero de 1952) Baronesa de Pinopar, casada con Vladimir, conde Ledóchowski, teniendo 2 hijos y una hija:
      - Vladimir Carlos María de los Dolores Conde de Ledóchowski (31 de mayo de 1972) casado en Linz, el 30 de abril de 2003 con Sofia, Altgravina de Salm-Reifferscheidt-Raitz
      - Igor Alejandro María de Aranzazú Conde de Ledóchowsk (1 de abril de 1974)
      - Margarita María Teresa Ariadna de las Nieves Condesa de Ledóchowsk (11 de diciembre de 1975)

    - Ramón Orlandis-Habsburgo y Bragagnolo ( 28 de abril de 1953) casado con María Antonia Igartua y Arjona
    - Luis Felipe Orlandis-Habsburgo y Bragagnolo (13 de junio de 1954)
    - Hildegarda Orlandis-Habsburgo y Bragagnolo ( 28 de mayo de 1955) casada en Madrid, el 25 de mayo de 1975, con Juan José Espinosa y Solís
    - María del Pilar Orlandis-Habsburgo y Bragagnolo (28 de mayo de 1955) casada con Luis Felipe Flórez-Estrada Díaz de Bustamante y tuvieron 4 hijos:
      - Luis María Flórez-Estrada Orlandis-Habsburgo (3 de octubre de 1981)
      - Juan María Flórez-Estrada Orlandis-Habsburgo (6 de mayo de 1983)
      - Blanca María Flórez-Estrada Orlandis-Habsburgo (18 de mayo de 1990)
      - Íñigo María Flórez-Estrada Orlandis-Habsburgo (12 de julio de 1991)

    - Marta Orlandis-Habsburgo y Bragagnolo (6 de enero de 1957) casada con Eduardo Muñagurria y Gonzalez-Camino, tuvieron dos hijas:
      - Alejandra Muñagurria y de Orlandis-Habsburgo (25 de mayo de 1977) casada con Jesús Manuel Gómez-Caraballo Sánchez-Valdepeñas
      - María Muñagurria y de Orlandis-Habsburgo

    - Cristina Orlandis-Habsburgo y Bragagnolo (19 de mayo de 1964) y en julio de 1988 se casa con Alfonso Balbás de Arenaza.
    - Juan Orlandis-Habsburgo y Bragagnolo (11 de julio de 1975)

  - María Antonia de Orlandis y Habsburgo-Borbón (28 de noviembre de 1929 - 1 de julio de 1991)
  - María Isabel de Orlandis y Habsburgo-Borbón (12 de marzo de 1931) casada con Fausto Morell y Rovira, Marqués de Sollerich, teniendo 6 hijos como resultado de la unión.
    - Fausto Morell y Orlandis, Marqués de Sollerich (18 de diciembre de 1954) casado con Carlota Martínez y Andersen, de la unión nacieron 2 hijas:
      - Gabriela Morell Martínez (26 de junio de 1989)
      - Isabel Morell Martínez (14 de octubre de 1993)

    - Francisco Javier Morell y Orlandis (5 de diciembre de 1955) casado con Catalina Mateu y Coll, con quien tuvo dos hijos:
      - Fausto Morell y Mateu (7 de diciembre de 1990)
      - Onofre Morell y Mateu (4 de diciembre de 1994)

    - Carlos Morell y Orlandis (24 de enero de 1957) casado con Caridad Torres Cayuela el 6 de diciembre de 1997 en Palma de Mallorca.
    - María Inmaculada Morell y Orlandis (14 de mayo de 1958)
    - María Gabriela Morell y Orlandis (20 de marzo de 1961) casada con Antonio Rodríguez y Simo con quien tuvo 2 hijas:
      - Claudia Rodríguez Morell (10 de diciembre de 1983)
      - Teresa Rodríguez Morell (18 de noviembre de 1991)

    - Miguel Morell y Orlandis (6 de octubre de 1963)

  - María Alfonsa de Orlandis y Habsburgo-Borbón (16 de febrero de 1936) casada con Joaquin Zaforteza y Rossino.
- Antonio Carlos María de Habsburgo-Toscana y Borbón, Archiduque de Austria y Príncipe de Toscana  (2 de marzo de 1901 - 22 de octubre de 1987), se casa con Elena Princesa de Rumanía, conocido como Carlos IX Rey de España por los partidarios carlistas del Carloctavismo
  - Archiduque Esteban de Austria (1932-1998).
  - Archiduquesa María Elena de Austria (1933-1959); casada con el Conde Francisco José Kottulinsky (1917-1959). Fueron sus hijos:
    - María Elena Kottulinsky (nacida en 1958).

  - Archiduquesa Alejandra de Austria (nacida en 1935); casada con el Duque Eugenio Eberardo de Württemberg, hijo de la Princesa Nadezhda de Bulgaria.
  - Archiduque Dominico de Austria(nacido en 1937) también conocido como Domingo I Rey de España, para los partidarios carlistas del Carloctavismo, casado en dos ocasiones tuvo hijos de su primer matrimonio, con Angela Virginia de Boss:
    - Alejandro de Habsburgo-Borbón y Boss, Conde de Habsburgo-Lothringen (13 de febrero de 1965), casado en dos ocasiones, del cual tuvo un hijo del primer matrimonio, con Priscila Vilcsek
      - Constantino de Habsburgo-Borbón y Vilcsek, Conde de Habsburgo-Lothringen (11 de julio del 2000)

    - Gregorio de Habsburgo-Borbón y Boss casado con Jacquelyn Denise Frisco (sin descendencia)

  - Archiduquesa María Magdalena de Austria (nacido en 1939); se casó con el Barón Juan Ulrico de Holzhausen (nacido en 1929), y tuvieron tres hijos:
    - Juan Federico Antonio de Holzhausen (nacido en 1960 en Salzburgo, Austria); casado con Brunilda Castejón-Schneider (nacida en 1962 en Madrid), el 23 de septiembre de 2001 en Wartberg, Alemania, y tuvieron un hijo:
      - Lorenzo de Holzhaussen (2001) en Viena, Austria.

    - Jorge Fernando de Holzhausen (nacido en 1962) en Salzburgo, Austria; casado con la Condesa Elena de Hoensbroech (1965), el 30 de abril de 1993 en Viena, Austria, y tuvieron tres hijos:
      - Alejandro de Holzhausen (nacido en 1994 en Viena, Austria).
      - Tássilo de Holzhausen (nacido en 1997 en Viena, Austria).
      - Clemente de Holzhausen (nacido en 2003 en Viena, Austria).

    - Alejandra María de Holzhausen (nacida en 1963 en Salzburgo, Austria), casada con Cristián Ferch (nacido en 1959 en Salzburgo, Austria), el 2 de julio de 1985 en Salzburgo, Austria, y tuvieron tres hijos:
      - Fernando Jorge Botho Ferch (1986) en Salzburgo, Austria.
      - Leopoldo Antonio David Ferch (1988).
      - Benedicto Pedro Ferch (1993).

  - Archiduquesa Isabel de Austria (nacida en 1942), casada con el Dr. Friedrich Josef Sandhofer (nacido en 1934), el 3 de agosto de 1964 en Mondsee, Austria, y tuvieron cuatro hijos:
    - Antonio Dominico Sandhofer (nacido en 1966 en Salzburgo, Austria), casado con Catalina Marta Wojkowska (nacida en 1962 en Varsovia, Polonia), el 29 de mayo de 1983, y tuvieron un hijo:
      - Dominico Alejandro Sandhofer (1994) en Innsbruck, Austria).

    - Margarita Isabel Sandhofer (nacida en 1968 en Innsbruck, Austria), casada con Ernesto Helmut Nicolás Lux (nacido en 1954 en Graz, Austria), el 20 de junio de 1992, y tuvieron dos hijos:
      - Mauricio María Ernesto Lux (nacido en 1999 en Viena, Austria).
      - Dorian Agustín María Lux (nacido en 2001 en Viena, Austria).

    - Andrea Alejandra Sandhofer (nacida en 1969 en Innsbruck, Austria), casada con Jorge Miguel Zarbl (nacido en 1970 en Viena, Austria), el 30 de agosto de 1996, tuvieron dos hijos:
      - Fernando Juan Federico Constantino María Zarbl (nacido en 1996 en Salzburgo, Austria).
      - Benedicto Bonifacio María Manfredo Raniero Zarbl (nacido en 1999).

    - Isabel Victoria Madgalena Sandhofer (nacida en 1971 en Innsbruck, Austria), soltera y sin descendencia.
- Assunta de Habsburgo-Toscana y Borbón, Archiduquesa de Austria y Princesa de Toscana (10 de octubre de 1902 - 24 de enero de 1993), casada y divorciada de José Hopfinguer, tuvieron dos hijas:
  - María Teresa Hopfinguer (5 de diciembre de 1940) casada con Eduardo José Hetsko Jr. en Tejas, San Antonio el 2 de julio de 1961 y Anatol Ferlet en San Antonio también el 31 de marzo de 1969, fruto de su primer matrimonio nacieron 2 hijos, un niño y una niña
    - Eduardo José Hetsko (11 de julio de 1962) casado con Laura Ana Bankston con quien tuvo dos hijos:
      - Aaron José Hetsko (1 de septiembre de 1995)
      - Juana Rene Hetsko (3 de noviembre de 1997)

    - Victoria Rene Hetsko (3 de julio de 1963) casada con Michael Alan McCracken con quien tuvo a:
      - Rene Elena Gabriela McCracken (1 de abril de 1997)
      - Ryan Alan Raniero McCracken (11 de febrero de 1999)

  - Julieta Isabel María Assunta Hopfinguer (3 de octubre de 1942) quien se casó 5 veces más solo tuvo descendencia de los 2 primeros, tuvo 3 hijos:
    - Con Glenn Federico Richardson Timoteo Glenn Richardson (13 de agosto de 1962), casado con Monica Khan, con quien tuvo dos hijos:
      - Marcos David Richardson (17 de julio de 1982)
      - Esteban Glenn Richardson (9 de agosto de 1985)

    - Patricia Isabel Richardson (1 de septiembre de 1963), se casó tres veces aunque solo tuvo descendencia con los dos primeros:
      - Con Terence Lee McCarthy Kyle Lee McCarthy (7 de enero de 1983)
      - Con Miguel David White Whyatt Miguel Whyte (23 de septiembre de 1990)

    - Con Lee Forrester Bar Leig Estefanía Bar (28 de julio de 1972)
- Francisco José de Habsburgo-Toscana y Borbón, Archiduque de Austria, Príncipe de Toscana, (4 de febrero de 1905 - 9 de mayo de 1975) conocido como Francisco José I Rey de España, por los partidarios carlistas carloctavistas, se casó dos veces aunque solo tuvo descendencia con su segunda esposa, casado en Zúrich, Suiza el 21 de enero de 1962 con Maria Elena Seunig, condesa de Basus, de esta unión nació 
  - Patricia de Habsburgo-Borbón, Condesa de Habsburgo (23 de abril de 1963)
- Carlos Pío de Habsburgo-Toscana y Borbón, Archiduque de Austria, Príncipe de Toscana (4 de diciembre de 1909 - 24 de diciembre de 1953), conocido como Carlos VIII Rey de España por los carlistas siendo el primer pretendiente de la facción del carloctavismo, se casó con Christa Satzger de Balványos, de esta unión nacieron dos hijas:
  - Alejandra Blanca de Habsburgo-Borbón, Condesa de Habsburgo (21 de enero de 1941) casada con José María Riera y de Leyva, de esta unión nacieron 3 hijos:
    - Alejandra Riera y Habsburgo-Borbón (4 de noviembre de 1960), casada con Baldo Montaner Casanuella, con quien tuvo dos hijas:
      - Mar Montaner Riera (9 de junio de 1994)
      - Violeta Montaner Riera (1 de abril de 2001)

    - Carlos Pío Riera y de Habsburgo-Lorena (16 de julio de 1963) casado en 1992 con Mireia Mateu Martínez.
      - Laura Riera Mateu (17 de abril de 1998)
      - Blanca Riera Mateu (6 de agosto de 2000)

    - Pedro Riera y de Habsburgo-Lorena (1 de diciembre de 1965) casado con Leonor Benoist (sin descendencia)

  - María Inmaculada Pía de Habsburgo-Lorena y Borbón (1945-), casada en 1969 con John Dobkin (divorciados).
    - Carlos Eduardo Dobkin (11 de octubre de 1970) casado con Angela Gengler en Felton, California el 23 de octubre de 2004.
      - Abigail Rowan Gengler Dobkin (30 de enero de 2006)
      - Hadley Pía Gengler Dobkin (27 de mayo de 2007)
      - Finley Ruth Dobkin (19 de diciembre de 2008)

    - Juan Leopoldo Dobkin (18 de enero de 1972) casado con Estefanía Francisca Lempert en Nueva York el 13 de octubre de 2007. (sin descendencia)
    - Antonio Cortés Pío Dobkin (12 de mayo de 1979) (soltero)